# Вилађо Аре Кризна (Бергамо)
Вилађо Аре Кризна је насеље у Италији у округу Бергамо, региону Ломбардија.
Према процени из 2011. у насељу је живело 153 становника. Насеље се налази на надморској висини од 239 м.